# Adolfo Domínguez (empresa)
Adolfo Domínguez es una marca de moda de autor fundada en 1976 por el diseñador homónimo, Adolfo Domínguez. A día de hoy tiene 350 puntos de venta en todo el mundo además de un canal de venta en línea con distribución a 26 países y una plantilla de cerca de 1.000 profesionales. En el ejercicio 2023-24, facturó 113,9 millones de euros. El grupo de moda de autor está liderado en la actualidad por Adriana Domínguez, hija mayor del modisto, como presidenta ejecutiva. 

## Método Ágora
Desde 2018 y bajo el método Ágora, los equipos de diseño del grupo crean las colecciones de hombre, mujer y complementos a partir de un mismo concepto, que es declinado en cada prenda.Desde entonces, la firma ha lanzado las colecciones Galicia, el Sexo, la Muerte, Zeitgeist, Exhala, Inspira, entre otros.

## Apuesta por la sostenibilidad
La sostenibilidad forma parte del adn de la marca. En 2008, publica su Manifiesto Ecológico. En 2010, publica su Política de Bienestar Animal en colaboración con PETA. En 2012, lanzó la colección Green Me.
Desde 2018, Adolfo Domínguez mantiene una conversación con la sociedad a través de sus campañas de comunicación para impulsar un nuevo modelo de consumo con eslóganes como Sé Más Viejo, Piensa. Luego Compra, Ropa Vieja, Repite Más. Necesita Menos o  Repite Más. Piensa Menos. Desde entonces, ha recibido más de una decena de premios. Entre los galardones recibidos destaca el Gran Premio Nacional de Creatividad.

## Desfiles no desfiles
En 2019, la marca recupera sus desfiles, creando 'desfiles no desfiles'. En localizaciones diferentes y con modelos no profesionales, la marca presenta sus colecciones a través de experiencias inmersivas que incluyen música y performances en directo.La firma de moda de autor ha desfilado desde entonces en Ourense (2), México DF, Fisterra y Madrid.

## Historia
- 1976. Fundación Adolfo Domínguez SA
- 1983. “La arruga es bella”, el eslogan más popular de la moda española simboliza el gusto por lo natural, inherente al diseñador y a la marca.[17]
- 1984. Lanzamiento colección de mujer.
- 1990. Adolfo Domínguez lanza “Adolfo Domínguez”, el perfume, convirtiéndose en el primer diseñador español en hacerlo.
- 1997. Salida a bolsa: Adolfo Domínguez se convierte en la primera marca de moda cotizada de España.[18]
- 2017. Adriana Domínguez es nombrada directora general.[19]
- 2023. Desfile Adolfo Domínguez en Matadero.[16]

## Reconocimientos
Es considerada por el Reputation Institute como una de las 30 empresas más populares de España. Además, Interbrand la eligió como una de las compañías más importantes a nivel internacional.